# Bornan
Als Bornan wird in der organischen Chemie der bicyclische Kohlenwasserstoff bezeichnet, der das Grundgerüst einiger Terpene bildet. Wichtige Derivate sind die Naturstoffe Borneol und Campher. Wegen der strukturellen Beziehung zu letzterem wurde der Kohlenwasserstoff auch Camphan genannt, doch soll laut IUPAC-Nomenklaturregel A-72 dieser Name (ebenso „Bornylan“) nicht mehr verwendet werden.

## Nomenklatur
Die Kohlenstoffatome des Bornangerüstes unterliegen einer speziellen Bezifferung: Die Methylgruppe am C-1 (Brückenkopf) des Bicyclo[2.2.1]heptan-Skeletts trägt die Nummer 10. Die geminalen Methylgruppen an der „Einerbrücke“ werden mit C-8 und C-9 nummeriert.
Der Name Camphan ist irreführend, da ein ungesättigter Kohlenwasserstoff mit einer anderen Struktur Camphen genannt wird. So müsste dieser bei der Hydrierung Camphan liefern, was aber nicht der Fall ist.

## Herstellung
Bornan wurde aus Bornylchlorid durch Reduktion (Enthalogenierung) erhalten, unter anderem mit metallischem Natrium. Vorteilhafter dürfte die Reduktion von Campher sein, über die erstmals von den Entdeckern der Wolff-Kishner-Reduktion berichtet wurde. In diesem Fall wurde aus dem Keton zuerst das Hydrazon hergestellt, welches mit Kalilauge oder Natriumethanolat stark erhitzt wurde. Mit der Base Kalium-tert-butanolat in Dimethylsulfoxid konnte die Reduktion schon bei Raumtemperatur realisiert werden.